# تصویربرداری پخش وزنی

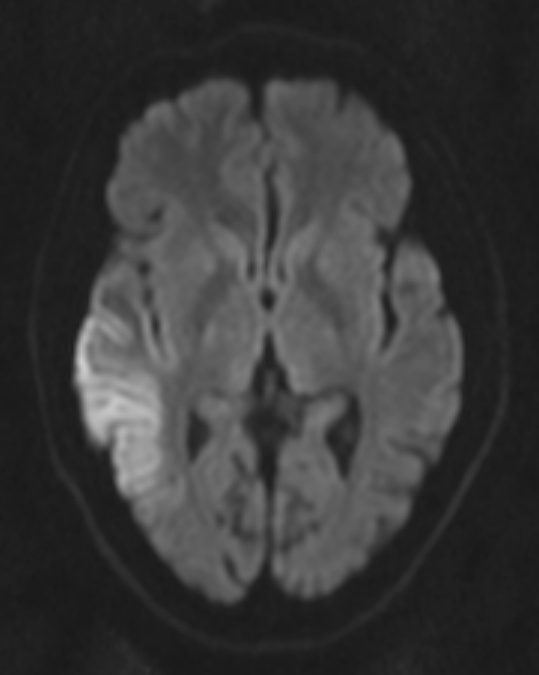
ناحیه سفید، بافت صدمه دیدهٔ پس-انفارکتوسی است

تصویربرداری بر وزن انتشار  یا تصویرگیری دیفیوژن (به انگلیسی: Diffusion Weighted Imaging) یا به اختصار DW-MRI، نوعی روش تصویرگیری ام آر آی است.
در این روش، ردیف ضربانی طوری طراحی شده‌است که نسبت به حرکات ضریب پخش ظاهری حساسیت نشان داده شود. روش انجام این مطلوب به این صورت است که دو گرادیان برابر در هر طرف پالس ۱۸۰ درجه در این ردیف ضربانی قرار داده می‌شود (مشابه آنژیوگرافی تشدید مغناطیسی).

## مشخصات
برای عملی ساختن ردیف ضربانی DW-MRI، از ردیف تصویرسازی اسپین اکو استفاده می‌کنیم. به‌طور مثال معمولاً از multi-shot EPI در اسپین اکو استفاده می‌شود.
همانطور که در ام آر آی معمولی، از پارامترهای خارجی مثل زمان اکو و زمان تکرار برای کنترل سهم زمان استراحت اسپین-اسپین و زمان استراحت اسپین-لاتیس استفاده می‌کنیم، در تصویربرداری پخش وزنی هم با یک پارامتر خارجی بنام فاکتور ب، سهم دخالت ADC را در وزن کنتراستی تصویر می‌توانیم کنترل کنیم.

## پیشینه
رایج‌ترین فرم DW-MRI توسط تانر (به انگلیسی: Tanner) و ستجسکال (به انگلیسی: Stejskal) ابداع گردید و pulsed gradient spin echo یا روش PGSE نام گرفت. نخستین مقالات منتشره این روش عبارت بودند از:
- Stejskal EO, Tanner JE. Spin diffusion measurements: Spin echoes in the presence of a time-dependent field gradient. J Chem Phys 1965; 42:288-292.
- Tanner JE. The use of the stimulated echo in NMR diffusion studies. J Chem Phys 1970; 52:2523-2526.
- Tanner JE, Stejskal EO. Restricted self-diffusion of protons in colloidal systems by the pulsed-gradient, spin-echo method. J Chem Phys 1968; 49:1768-1777.

## انواع
در DWI دو نوع تصویر وجود دارد.:

### تصاویر رد
در تصاویر رد (به انگلیسی: trace images)، بافت‌های صدمه دیده غالباً دارای خواص پخشی محدود هستند، که در نتیجه ضریب پخش ظاهری کمتری دارند و شدت سیگنال بیشتری از خود نشان می‌دهند. بافت‌های معمولی بر عکس تاریک بوده و دارای ضریب پخش ظاهری بیشتری هستند زیرا خواص پخشی آن‌ها بالا است. بافت‌های بیمار معمولاً حالت دینامیکی دارند در حالیکه بافت‌های صدمه دیده یا بیمار ساکن هستند. یک اسپین در حال حرکت، با تغییر گرادیانهای مغناطیسی، تغییر فاز پیدا می‌کند و در نتیجه دچار افت سیگنال می‌شود. مشابهاً، چنین حالتی را می‌توان در آنژیوگرافی تشدید مغناطیسی دید.

### نقشه‌های ضریب پخش ظاهری
در نقشه‌های ضریب پخش ظاهری (به انگلیسی: ADC maps)، بعد از پردازش سیگنال، ضریب پخش ظاهری هر واکسل از بافت محاسبه گردیده، و بر حسب ارزش عددی آن ضریب پخش ظاهری، شدت سیگنالی به آن واکسل نسبت داده می‌شود. لذا بافت‌های با خواص دینامیکی محدود اینجا (بر خلاف تصاویر از نوع ردی) ضریب پخش ظاهری کمتری دارند، و برعکس بافت‌های با ضریب پخش بالا دارای ADC زیادتری هستند. بنابراین کنتراست نقشه‌های ضریب پخش ظاهری و تصاویر رد معکوس همدیگر هستند.
معمولاً زمانی از اینگونه تصاویر استفاده میکنیم که با مسئلهٔ T2 shine through مواجه باشیم.

## کاربردها

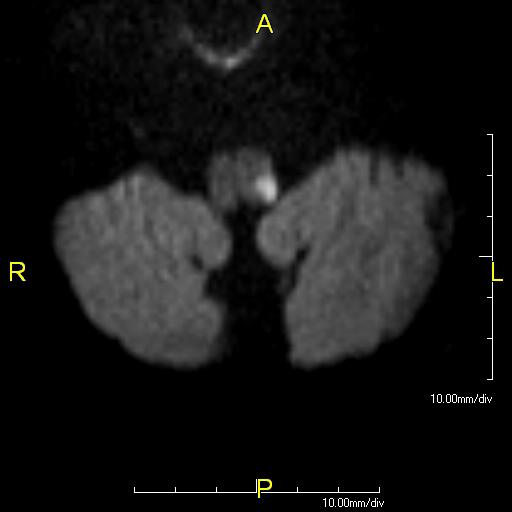

رایج‌ترین کاربرد DW-MRI در تصویربرداری از مغز بلافاصله پس از انفارکسیون است، یا به‌طور دقیقتر پس از حالت ایسکمی که در آن بافت‌های شرکت کننده، آب‌های جذب شده از فضای خارج سلولی را از دست بدهند. این مدت معمولاً چند روز پس از واقعه ایسکمی بتدریج رخ می‌دهد. در این مدت، خاصیت پخشی بافت‌ها حالتی محدود داشته، و ADC بافت‌ها کاهش می‌یابد. در نتیجه بافت صدمه دیده دارای شدت سیگنال بیشتری می‌شود (تصویر مقابل)، و می‌توان از این خاصیت برای تمیز دادن از بافت‌های سالم استفاده کرد.
گذشته از این، DW-MRI کاربردهای دیگری نیز داشته‌است، از جمله تشخیص تومورهای لوزالمعده یا پژوهش‌های کارسینومای کبدی.

## نگارخانه

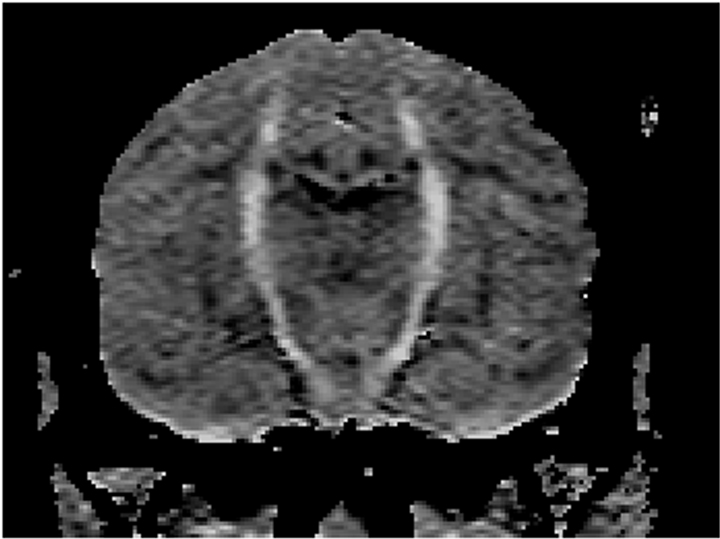
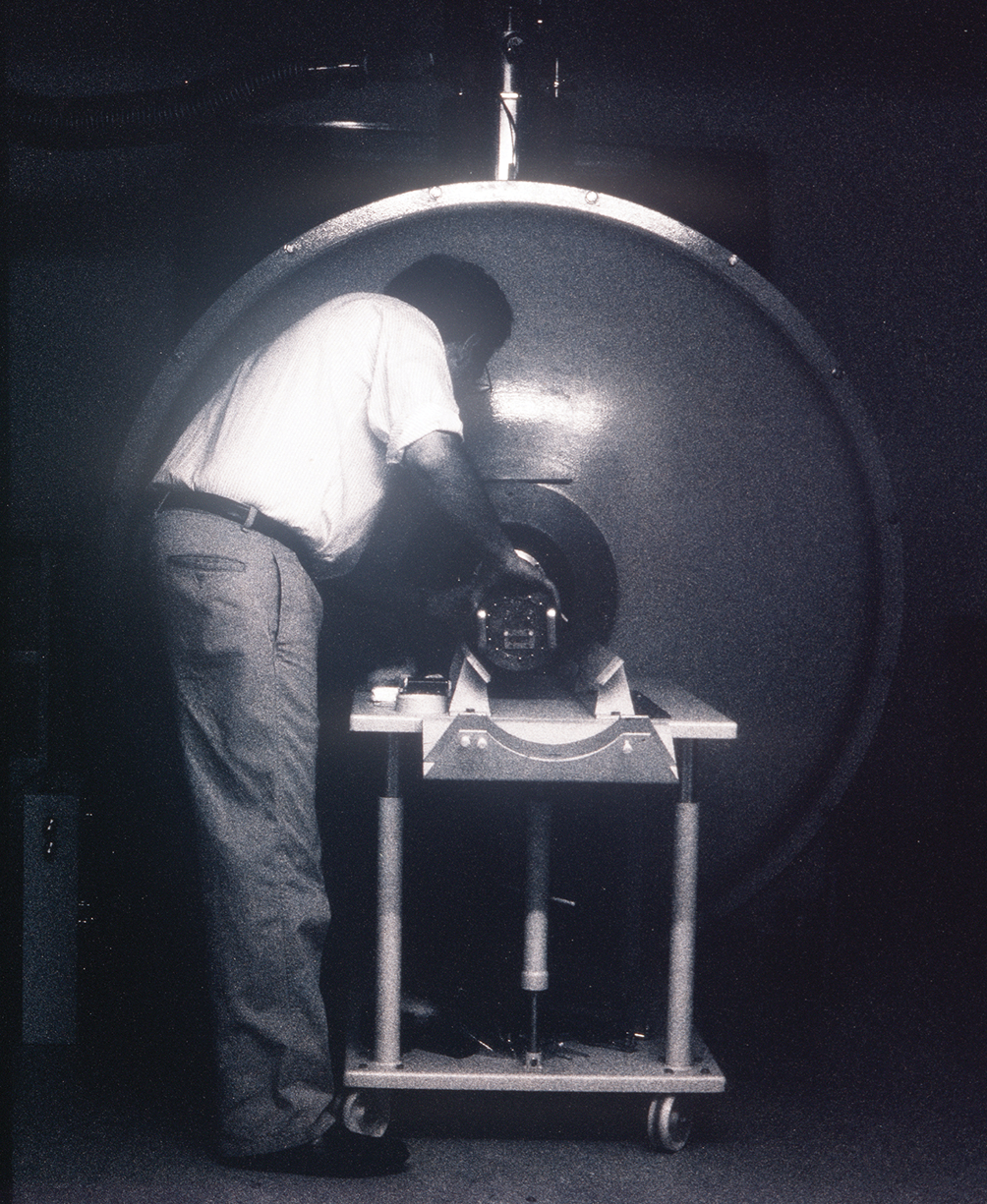